# Rarwino (Białogard)
Rarwino (in tedesco: Rarfin) è un villaggio polacco del distretto di Białogard, nel voivodato della Pomerania Occidentale. Si trova a circa 14 kilometri a sud-ovest di Białogard e circa 100 kilometri a nord-est della capitale del voivodato, Stettino. Prima del 1945 l'area faceva parte della Prussia, Impero Tedesco. Tra gli anni 1975 – 1998 il villaggio apparteneva al voivodato di Koszalin. Nel 2007 il villaggio contava 213 abitanti. È il villaggio più occidentale del distretto.

## Società

### Evoluzione demografica
- 301[1] – censimento del 1852
- 396[2] – censimento del 1933
- 377[2] – censimento del 1939

## Geografia
Il villaggio si trova a circa 14 chilometri a sud-ovest di Białogard, tra Białogard e la località di Sławoborze, nei pressi della linea ferroviaria Białogard – Lepino. Il fiume Pokrzywnica scorre a breve distanza e forma un confine naturale con il distretto di Kołobrzeg. Il villaggio è disposto a forma ovale, in zona collinare ed è circondato da campi, prati e boschi. Farnie e castagni, dalla circonferenza di 178-320 centimetri, crescono dal villaggio fino a Podwilcze su entrambi i lati della strada, formando un viale lungo 2 000 metri. Nel parco del maniero del villaggio ci sono bei esemplari di larici, abeti bianchi e un gruppo di platani. Lungo la strada per Domacyno, crescono ippocastani.

## Storia
Rarwino è un antichissimo villaggio di epoca medievale, feudo della famiglia Podewils. Il villaggio compare per la prima volta nei documenti nel 1380 con il nome di Rarnin, ma talvolta anche Rarwin. Solo nel 1628 fu usato per la prima volta il nome Rarfin. Il luogo apparteneva ai più antichi possedimenti della famiglia Flemming. Nel 1491 fu menzionato come feudo della famiglia Podewils e nel 1729, Gregor Heinrich von Podewils vendette la proprietà al generale Hans Friedrich von Platen e rimase di proprietà di questa famiglia fino al 1851. Il re Federico II nel 1780 diede fondi per il drenaggio di campi e la costruzione di una fattoria, chiamata Friderichshofe.
Nella seconda metà dell'Ottocento il villaggio passò nelle mani della famiglia Guse e rimase nelle mani di questa famiglia fino alla fine della seconda guerra mondiale. Rarfin era nota oltre i confini della Pomerania per il Rarfiner Herdbuchherde, libro più antico e di maggior successo del proprietario terriero Hans Heinrich Guse. L'ultimo sindaco tedesco è stato Otto Elert. Il tribunale distrettuale competente era quello di Belgard. Nel 1939, la comunità di Rarfin contava 377 residenti in 83 famiglie. Fino al 1945 Rarfin apparteneva alla contea di Belgard e insieme ai comuni di Podewils e Zietlow, formava il distretto amministrativo di Rarfin.
Il 3 marzo 1945, le truppe sovietiche di Sager (Zagórze) entrarono a Rarfin e occuparono il villaggio. L'espulsione della popolazione tedesca iniziò nel dicembre 1945. Rarfin divenuta polacca cambiò nome in Rarwino e ora fa parte del comune rurale di Białogard. Fino al 1945, Rarfin era il capolinea della linea a scartamento ridotto da Belgard (Białogard), passante per Kamissow (Kamosowo). Fu aperta nel 1909, era lunga 19,4 chilometri ed era gestita l'ultima volta dalle "Ferrovie della Pomerania" (Pommerschen Landbahnen).

## Monumenti e luoghi d'interesse
Secondo il registro dell'Istituto Nazionale del Patrimonio, nell'elenco dei monumenti sono inseriti:

### Chiesa di Rarwino
La chiesa evangelica, ora convertita in cattolica-romana, è stata inserita nel registro dei monumenti il 1 luglio 1959. La chiesa è situata nel centro del villaggio su un terreno pianeggiante, circondato da una piazza ovale con un prato e alberi che crescono lungo il perimetro (frassini, tigli, aceri). È stata costruita nel 1572, poi ricostruita nel 1751 e nel 1834. In origine, era presente un cimitero intorno alla chiesa, ora in liquidazione. Oggi è una chiesa sussidiaria, cattolica-romana appartenente alla parrocchia della Santa Croce di Stanomino, decanato di Białogard, diocesi di Koszalin-Kołobrzeg, metropoli di Stettino-Kamień.
Sul lato nord-ovest della chiesa si trova una croce missionaria contemporanea. Il terreno intorno alla chiesa è delimitato da un muro poligonale in pietra grezza con una moderna griglia metallica. Dal 1532 il profilo generale dell'edificio e le informazioni sulla fondazione della chiesa sono pervenute grazie al generale Hans Friedrich von Platen. Nel 1751 avvenne la prima ricostruzione, con la quale la chiesa ricevette un'impronta in stile barocco, data dalla forma e dal dettaglio del campanile e all'interno con l'altare principale e i matronei laterali. Un particolare piuttosto insolito e enigmatico riguarda la parte occidentale della chiesa, dove sono presenti due massicci pilastri in muratura che attraversano l'intera altezza della chiesa e la parete orientale del campanile. Nel 1942, le due campane in bronzo erano destinate ad essere fuse per scopi bellici, compresa la campana del 1677, che nel 1922 fu trasferita dalla chiesa di Rarfin alla chiesa della Beata Vergine Maria a Belgard (Białogard). Miracolosamente questa campana fu risparmiata dalla fusione per la creazione di munizioni e fu prestata nel 1953 alla chiesa evangelica di Leichlingen, in Germania, dove servì come campana da cimitero.
Dopo l'incendio del 1803, la chiesa è stata nuovamente ricostruita. I pannelli di costruzione di artigiani del 1884, 1897, 1892, 1919 e 1926 sono stati conservati nella chiesa. Insieme alla chiesa di Podewils formò la diocesi di Rarfin, che fu anche sede della canonica. Alla chiesa di Rarfin appartenevano le comunità di Natztow (Nasutowo), Sager (Zagórze) e Zietlow (Sidłowo), mentre alla chiesa di Podewils appartenevano le comunità di Neuhof (Trzebiec) e di Krampe (Krępa). Nel 1940 la diocesi contava 1412 membri, di cui 964 appartenevano alla chiesa di Rarfin e 448 alla chiesa di Podewils. Fino al 1945 la chiesa di Rarfin si trovava nella diocesi di Belgard (provincia ecclesiastica della Pomerania) della chiesa evangelica dell'Unione prussiana. Il patronato della chiesa è stato condiviso dai proprietari terrieri locali: Guse a Rarfin (Rarwino), il barone Goltz a Zietlow (Sidłowo), Holtzendorff a Sager (Zagórze), Podewils (Podwilcze) e Krampe (Krępa), Kleist a Kamissow (Kamosowo), e Rusch a Neuhof (Trzebiec).

### Cimiteri di Rarwino
Il villaggio presenta due cimiteri inattivi:
- Un cimitero evangelico di 0,23 ettari nel cui sottobosco crescono edera e mughetto.
- Un cimitero inattivo intorno alla chiesa di circa 0,32 ettari dove crescono aceri saccarini.

### Altri luoghi d'interesse
- Maniero della seconda metà del XIX secolo, originariamente costituita dal complesso principale e due edifici laterali annessi, che probabilmente fungevano da fabbricati agricoli. Tale disposizione è stata segnata sulla mappa dal 1889. Con la ristrutturazione negli anni sessanta l'aspetto originale dell'edificio è stato modificato e ha perso gran parte dei suoi dettagli architettonici. Attualmente, l'edificio non presenta uno stile architettonico preciso. Il maniero presenta un parco di una superficie di 4 ettari, situato nel nord del villaggio.
- Fortezza di collina risalente al IX-X secolo. È situata su una collina tra i campi ad una distanza di 550 metri a nord di Rarwino e 850 metri ad est del fiume Pokrzywnica. Questo è un esempio di insediamento difensivo degli Slavi del Medioevo. L'area è di 130 metri per 180 metri.

## Cultura
Rarwino ha dato i natali a Franz Woken (1685 – 1734), educatore, storico, linguista e teologo luterano tedesco.

## Letteratura
- Comitato distrettuale di Belgard-Schivelbein: Contea di Belgard. Storia del comitato distrettuale della Pomerania. Comitato distrettuale di Belgard-Schivelbein, Celle 1989. (DE)
- Hans Moderow, Ernst Müller: Il clero evangelico della Pomerania dalla Riforma ad oggi, 4 parti. Greifswald 1956 – 1972. (DE)
- Deutsche Reichsbahn: Libro di tedesco, edizione del 21 gennaio 1940. Oberbetriebsleitung Ost, Berlino 1940. (DE)
- Andrzej Świrko: Palazzi, manieri e castelli lungo il bacino del Parsęta. Organizzazione Turistica Polacca, 2005. (PL)

## Economia
Nel villaggio c'è una caldaia a carbone e un sistema di smaltimento delle acque reflue collettivo.

## Infrastrutture e trasporti
C'è una fermata dell'autobus oltre a due sentieri turistici locali che attraversano il villaggio:
- Il sentiero che corre lungo i binari dell'ex ferrovia a scartamento ridotto - per pedoni e ciclisti, non segnato.
- Il sentiero di parchi, ville e palazzi – per veicoli, non segnato.